# Chaumier
Un chaumier est un artisan couvreur qui réalise des toits en chaume (paille de seigle ou de blé)  ou en roseau. Les savoir-faire chaumiers dans le Golfe du Morbihan sont inscrits à l'inventaire du patrimoine culturel immatériel en France en 2020. 